# Амйон
Амйо́н (фр. Amions) — колишній муніципалітет у Франції, у регіоні Овернь-Рона-Альпи, департамент Луара. Населення — 290 осіб (2011).
Муніципалітет був розташований на відстані близько 360 км на південь від Парижа, 65 км на захід від Ліона, 60 км на північний захід від Сент-Етьєна.

## Історія
До 2015 року муніципалітет перебував у складі регіону Рона-Альпи. Від 1 січня 2016 року належав до нового об'єднаного регіону Овернь-Рона-Альпи.
1 січня 2019 року Амйон, Дансе i Сен-Поль-де-Везелен було об'єднано в новий муніципалітет Везелен-сюр-Луар.

## Демографія
Динаміка населення (INSEE ):
Розподіл населення за віком та статтю (2006):
| Стать | Всього | До 15 років | 15-24 | 25-44 | 45-64 | 65-85 | Понад 85 |
| --- | ------ | ----------- | ----- | ----- | ----- | ----- | -------- |
| Чоловіки | 143    | 20          | 12    | 40    | 47    | 24    | 0        |
| Жінки | 138    | 24          | 4     | 24    | 62    | 24    | 0        |
| \| Статево-вікова піраміда \| Статево-вікова піраміда \| Статево-вікова піраміда \| \| ----------------------- \| ----------------------- \| ----------------------- \| \| Чоловіки \| Вік \| Жінки \| \| 0 \| 85 + \| 0 \| \| 0 \| 80-84 \| 0 \| \| 4 \| 75-79 \| 8 \| \| 8 \| 70-74 \| 8 \| \| 12 \| 65-69 \| 8 \| \| 12 \| 60-64 \| 12 \| \| 15 \| 55-59 \| 8 \| \| 12 \| 50-54 \| 19 \| \| 8 \| 45-49 \| 23 \| \| 12 \| 40-44 \| 4 \| \| 4 \| 35-39 \| 4 \| \| 12 \| 30-34 \| 4 \| \| 12 \| 25-29 \| 12 \| \| 8 \| 20-24 \| 4 \| \| 4 \| 15-20 \| 0 \| \| 8 \| 10-14 \| 12 \| \| 12 \| 5-9 \| 8 \| \| 0 \| 0-4 \| 4 \| |        |             |       |       |       |       |          |
| Статево-вікова піраміда |        |             |       |       |       |       |          |
| Чоловіки | Вік    | Жінки       |       |       |       |       |          |
| 0 | 85 +   | 0           |       |       |       |       |          |
| 0 | 80-84  | 0           |       |       |       |       |          |
| 4 | 75-79  | 8           |       |       |       |       |          |
| 8 | 70-74  | 8           |       |       |       |       |          |
| 12 | 65-69  | 8           |       |       |       |       |          |
| 12 | 60-64  | 12          |       |       |       |       |          |
| 15 | 55-59  | 8           |       |       |       |       |          |
| 12 | 50-54  | 19          |       |       |       |       |          |
| 8 | 45-49  | 23          |       |       |       |       |          |
| 12 | 40-44  | 4           |       |       |       |       |          |
| 4 | 35-39  | 4           |       |       |       |       |          |
| 12 | 30-34  | 4           |       |       |       |       |          |
| 12 | 25-29  | 12          |       |       |       |       |          |
| 8 | 20-24  | 4           |       |       |       |       |          |
| 4 | 15-20  | 0           |       |       |       |       |          |
| 8 | 10-14  | 12          |       |       |       |       |          |
| 12 | 5-9    | 8           |       |       |       |       |          |
| 0 | 0-4    | 4           |       |       |       |       |          |

## Економіка
2010 року серед 194 осіб працездатного віку (15—64 років) 150 були активними, 44 — неактивними (показник активності 77,3%, у 1999 році було 73,3%). З 150 активних мешканців працювало 137 осіб (75 чоловіків та 62 жінки), безробітними було 13 (5 чоловіків та 8 жінок). Серед 44 неактивних 11 осіб було учнями чи студентами, 24 — пенсіонерами, 9 були неактивними з інших причин.

У 2010 році в муніципалітеті нараховувалося 118 оподаткованих домогосподарств, у яких проживали 298,0 особи, медіана доходів виносила 16 792 євро на одного особоспоживача